# 18세기 독일

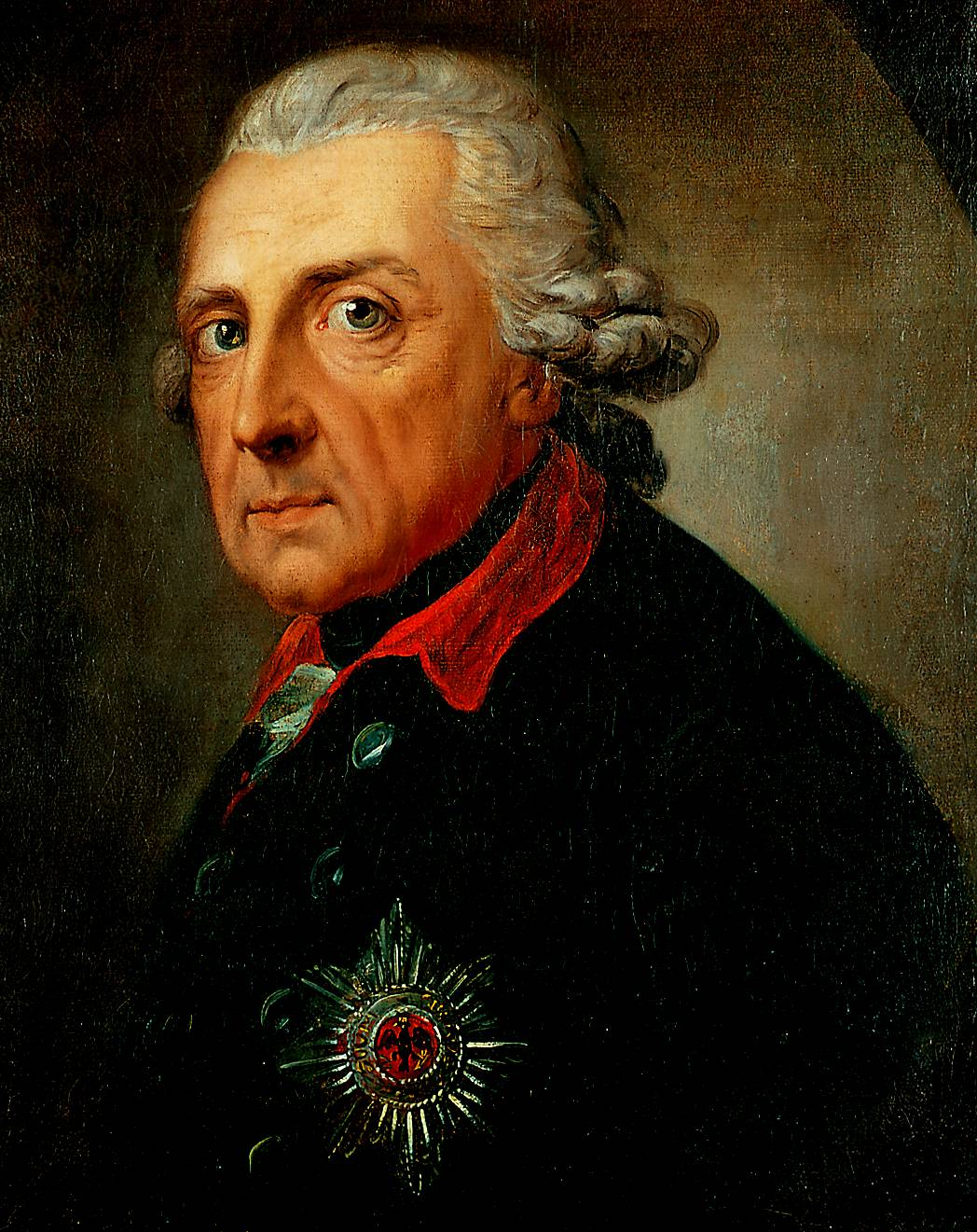
독일 계몽군주의 대표격이라 할 수 있는 프리드리히2세

18세기의 독일은 1680년부터 1815년까지 많은 작은 영방 국가를 구성하고 있었다. 나중에 프로이센과 오스트리아가 지배적 국가로 나타났다. 이 시기는 라이프니츠, 칸트 등의 철학자, 괴테, 실러 등의 작가, 바흐, 모차르트 등의 음악가가 활동하던 시기이기도 하였다.

## 같이 보기
- 프로이센 왕국
- 오스트리아 제국